# 埃诺 (地区)
埃诺（法語：Hainaut，法語發音：[ɛno]）是一个横跨法国和比利时的跨边界地区，大致相当于曾经的埃诺伯国。路易十四時期，埃诺被比利时和法国瓜分。

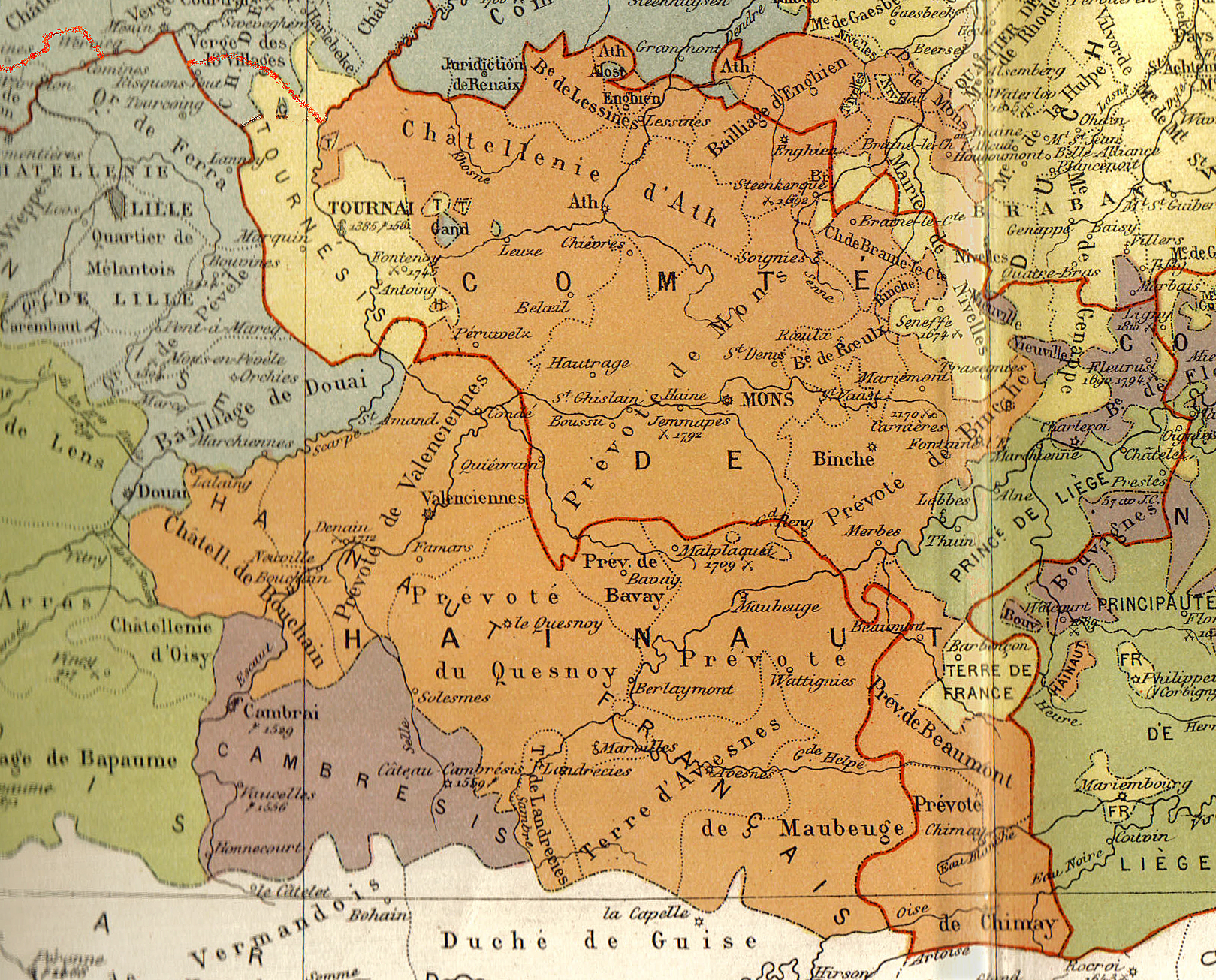
埃诺伯国地图